# Vulture
La Vulture (italià: Il Vulture), també coneguda com a Vulture-Melfese o Vulture-Alto Bradano és una regió històrica i geogràfica en la part nord de la província de Potenza, en la regió italiana de la Basilicata.